# Storm Engine
Storm Engine (рус. «Шторм») — игровой движок, разрабатывавшийся с января 2000 года компанией Акелла для серии игр Корсары. Первая игра на этом движке — Корсары: Проклятие дальних морей.
С февраля 2007 года к разработке движка присоединилась команда Seaward.ru, где уже совместными усилиями с Акелла, движок эволюционировал до версии 2.8. Дальнейшая разработка движка серии Storm 2.* ни силами Seaward.ru, ни силами Акелла не запланирована.
В 2016 году, спустя 9 лет с момента выхода версии 2.8, команда Black Mark Studio, разрабатывающая игру Корсары: Каждому свое, в одном из игровых обновлений модифицировала движок до версии 2.9.
26 марта 2021 года исходный код движка открыт под лицензией GPLv3 и доступен на GitHub.

## История движка
Эволюция движка длилась в течение 16 лет (2000—2016 гг.):
- Версия движка 1.0 (Январь 2000 г.) — Игра: Корсары: Проклятье дальних морей
- Версия движка 2.0 (Июнь 2003 г.) — Игры: Корсары II: Пираты Карибского моря и Корсары II: Возвращение Морской Легенды
- Версия движка 2.5 (Декабрь 2005 г.): Интеграция процедурного моря и прорисовки травы на новых шейдерах. Добавлен инструментарий для создания эффектов частиц. Добавлен новый небесный свод с процедурными звездами, которые могут мерцать, и среди которых (при наличии хорошей подзорной трубы у персонажа) можно даже разыскать и рассмотреть некоторые планеты солнечной системы. Добавлен эффект морского прибоя и пены у берегов островов и портов. Также проведены многочисленные оптимизации программного кода. (Игра: Корсары III)
- Версия движка 2.6 (Февраль 2007 г.): Динамическое движение времени суток, и система движения небесных светил. Добавлена возможность покрывать острова спрайтовыми джунглями. (Игра: Корсары: Возвращение легенды)
- Версия движка 2.7 (Сентябрь 2007 г.): Добавлена возможность делать видимыми нанесение повреждений персонажам, путём показа разбрызгивания крови (в том числе и на поверхности). Изменена техника смешивания текстур с тенями. Добавлена возможность динамического освещения локаций, подключены брызги от дождя на поверхностях. Добавлена возможность включать отражения городов и побережий в море. Плюс оптимизация. (Игра: Корсары: Сундук Мертвеца)
- Версия движка 2.8 (Ноябрь 2007 г.): Присутствует инструментарий для геймдизайнеров и тестеров, в котором основные команды по редактированию текущих характеристик персонажа и локаций вынесены на особую панель с кнопками. Добавлена возможность наблюдать за погодными эффектами изнутри зданий, добавлены эффекты действия брызг дождя на море. Переделаны эффекты крови, дыма, переписаны все погоды и настройки освещения. Море было доработано для возможности показа его поверхности не только сверху, но и снизу. Добавлен новый класс локаций для подводных приключений. С возможностью подключения эффекта рефракции воды, анимированного освещения каустиками, плавающего планктона и процедурных объёмных лучей света. Анимация персонажей теперь учитывает край ограничения передвижения, чтобы предотвращать проникновение в стены при выпадах и ударах. Изменения системы игрового интеллекта стали достойны того, чтобы их использовать даже при разработке последующих игр морской тематики. Также список исправлений ошибок и оптимизации кода достиг очень внушительных размеров. (Игры: Корсары: Город Потерянных Кораблей и Корсары: Каждому своё (до версии игры 1.4.1)
- Версия движка 2.9 (Декабрь 2016 г.) — Игра: Корсары: Каждому своё (с версии игры 1.5.0): Переход на DirectX 9, поддержка Steam, поддержка широкоэкранных и 4К мониторов, исправления ошибок.

## Факты
- Движок серии Storm 3.* разрабатывался одной из студий Акеллы (в настоящее время 1C выкупила права на разработку[4]) для проекта «Приключения капитана Блада».
- На движке Storm 2.0 также создана игра Пираты Онлайн, разработчиком которой, является китайская компания Snail Games. Исходя из этого, можно предположить, что движок распространяется по коммерческой лицензии, а не по проприетарной, как бытует мнение[5].